# Power Factory featuring C+C Music Factory
Power Factory featuring C+C Music Factory (Make My Video: C&C Music Factory) est un jeu vidéo de montage multimédia sorti en 1992 sur Mega-CD. Le jeu a été développé par Digital Pictures et édité par Sony Imagesoft.